# Croix (Territoire de Belfort)
Croix is een gemeente in het Franse departement Territoire de Belfort (regio Bourgogne-Franche-Comté) en telt 158 inwoners (2004).
De gemeente maakt deel uit van het arrondissement Belfort en sinds 22 maart 2015 van het kanton Delle. Daarvoor maakte het deel uit van het kanton Beaucourt, dat op die dag opgeheven werd.

## Geografie
De oppervlakte van Croix bedraagt 5,3 km², de bevolkingsdichtheid is 29,8 inwoners per km². De gemeente grenst in het oosten aan Zwitserland.
De onderstaande kaart toont de ligging van Croix (Territoire de Belfort) met de belangrijkste infrastructuur en aangrenzende gemeenten.

## Demografie
Onderstaande figuur toont het verloop van het inwonertal (bron: INSEE-tellingen).

## Geboren
- Yeni N'Gbakoto (23 januari 1992), voetballer